# Crematogaster werneri
Crematogaster werneri är en myrart som beskrevs av Mayr 1907. Crematogaster werneri ingår i släktet Crematogaster och familjen myror.

## Underarter
Arten delas in i följande underarter:
- C. w. cacozela
- C. w. pasithea
- C. w. werneri